# Make a police car for a lot less money than the real police spend on their cars challenge

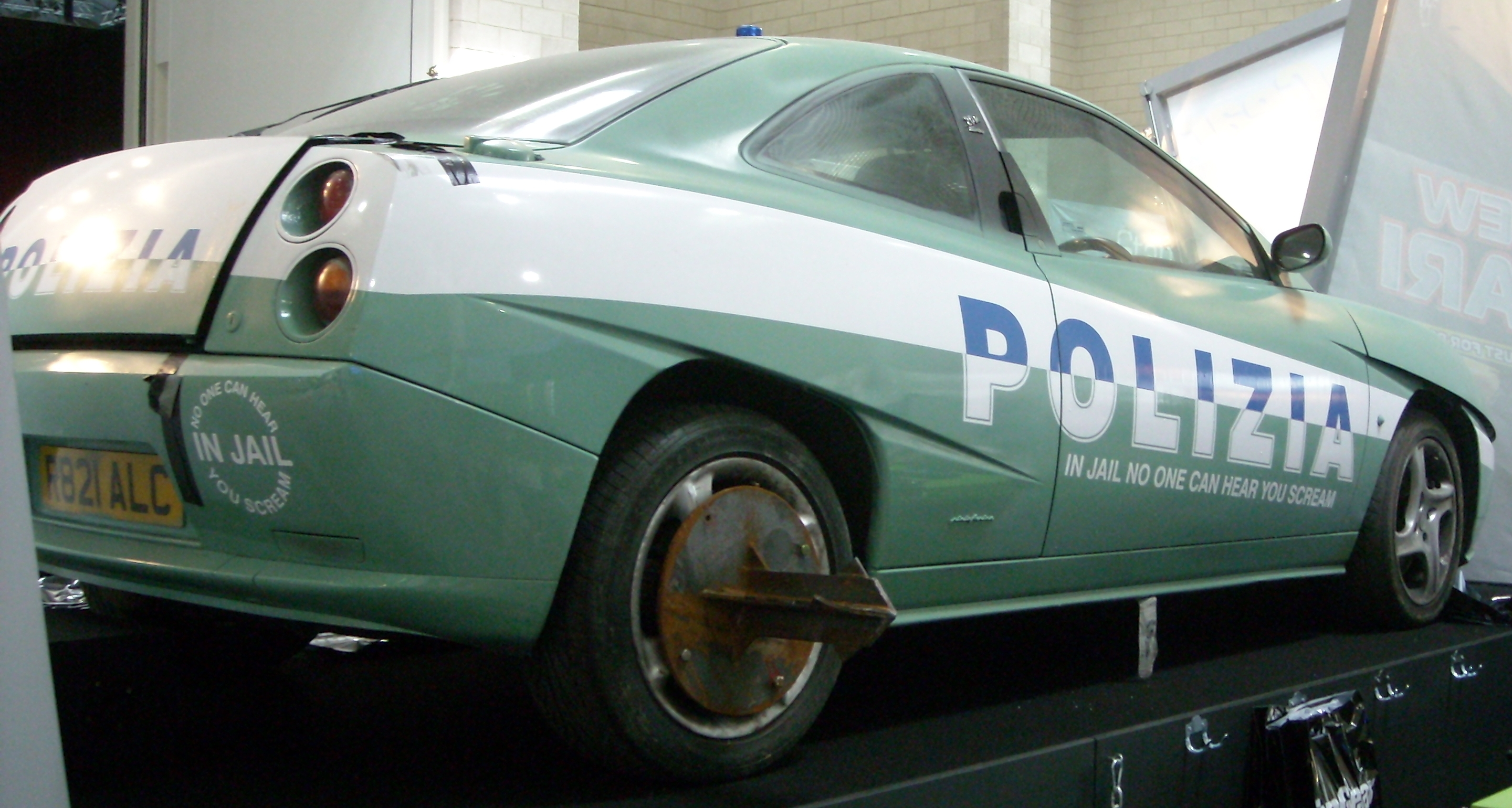
De Fiat van Jeremy Clarkson

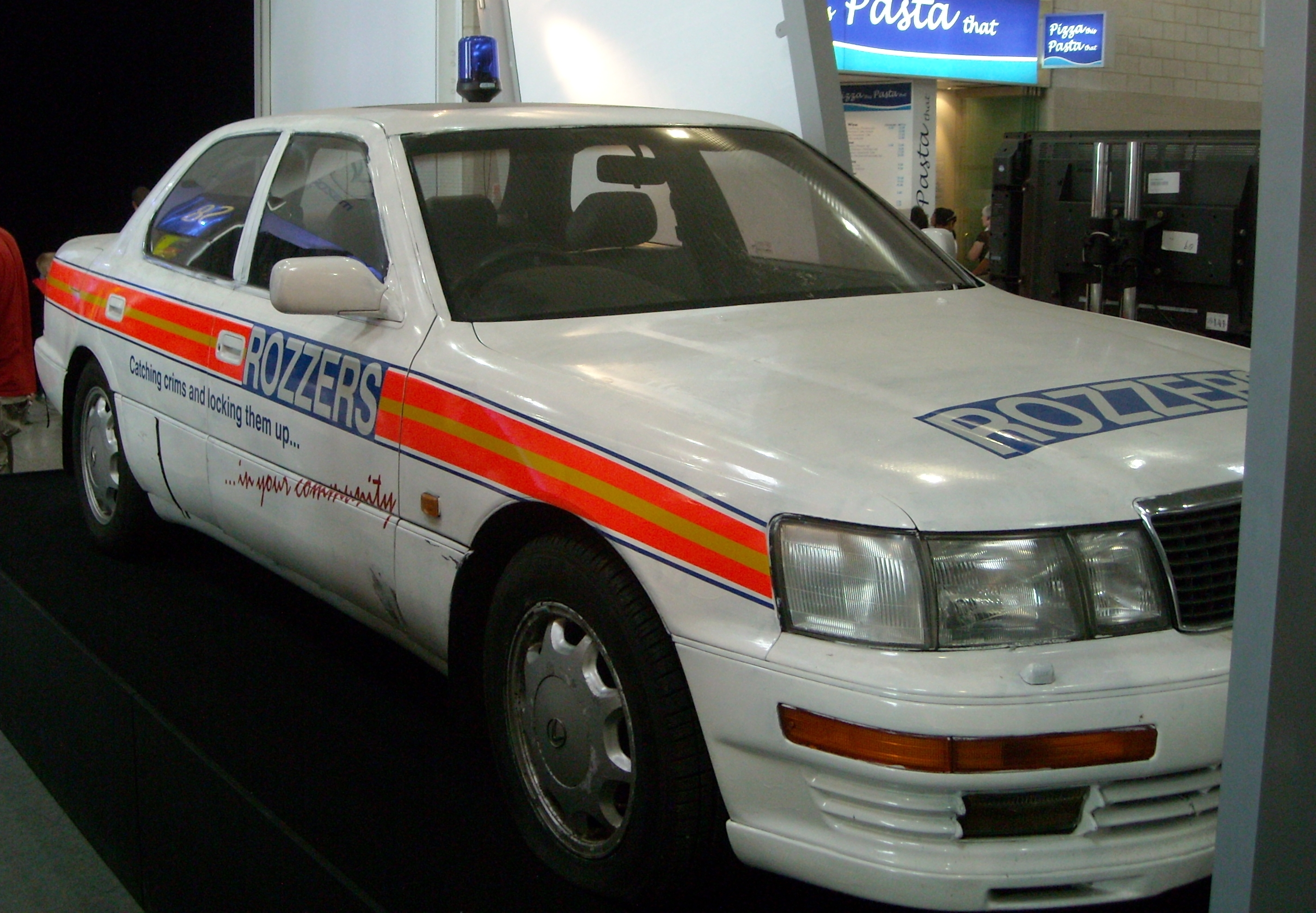
De Lexus van James May

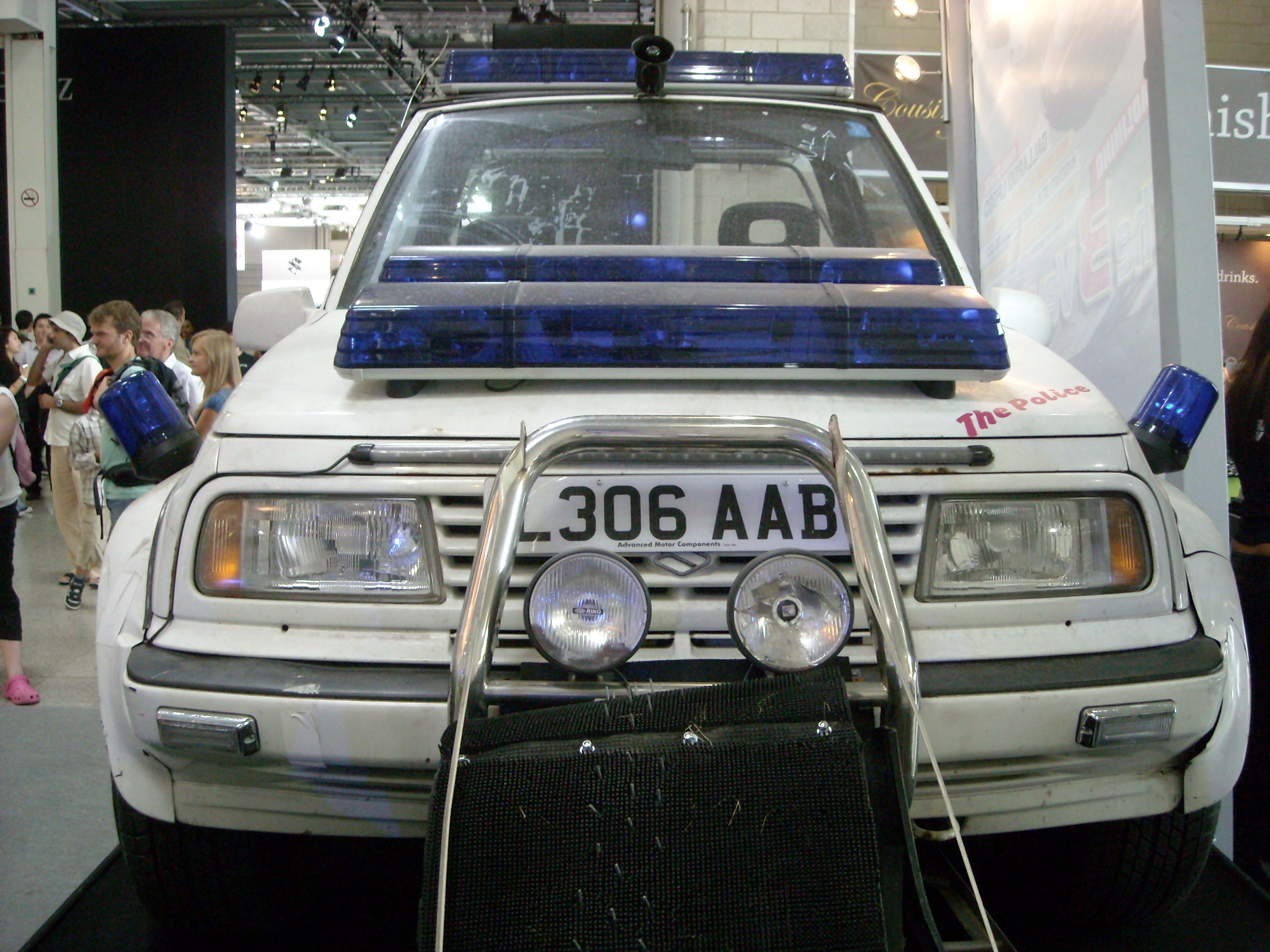
De Suzuki van Richard Hammond

De make a police car for a lot less money than the real police spend on their cars challenge is een uitdaging van het Britse autoprogramma Top Gear. De uitdaging werd in seizoen 11 aflevering 1 uitgezonden.
Jeremy Clarkson komt eerst aan. Hij heeft een Fiat Coupé gekocht voor £ 900. James May kocht een Lexus LS400 voor £ 900 en Richard Hammond een Suzuki Vitara uit 1994 voor £ 750.

## Modificaties voor £ 500
May heeft 4 verfspuiters gemonteerd om de voorruit van de achterliggende crimineel geheel gekleurd te spuiten waardoor deze verblind is en moet stoppen. Hij heeft ook het geluid van een ijsco-kar als sirene gebruikt. Zijn slogan luidt: "Catching crims and locking them up... in your community".
Clarkson heeft aan beide achterwielen puntige ijzeren staven bevestigd om de wielen van de persoon die achtervolgd wordt plat te steken. Zijn slogan luidt: "In jail no one can hear you scream". Het geluid van zijn sirene zijn de diergeluiden van de boerderij.
Hammond heeft zijn auto volgehangen met zwaailichten. Aan de voorkant heeft hij ook zelfgemaakte Spike strips. Deze heeft hij gemaakt van een deurmat met enkele nagels erin (volgens Clarkson). Zijn slogan luidt: "The Police - Call 999 for details".

## Snelheid
De drie moeten een zo snel en flamboyant mogelijke ronde rijden. The Stig zet een richttijd van 1'48" in de politie-Opel Astra van £ 9.000. May doet er 2'03" over, Clarkson wrijft vaseline over de camera om extra punten te krijgen voor een flamboyante ronde. Door de ijzeren staven is de besturing van de auto veel moeilijker en hij doet er 2'08" over. Hammond rijdt door een muur van kartonnen dozen.

## Arresteer the Stig
The Stig reed met een BMW op het circuit, en de mannen moesten deze proberen te stoppen. Echte verkeersagenten lieten een demonstratie zien. James gebruikte zijn verfspuiters maar kwam er niet ver mee, toen de Stig zijn ruitenwissers aanzette. Richard rolde bij de Hammerhead zijn spijkermat uit, maar The Stig miste deze. Jeremy had echter meer succes; hij reed tegen de achterkant van de BMW aan en ten slotte tegen zijn wiel. The Stig liet los, toen vervolgens een wiel van Jeremy's auto eraf vloog.

## Punten
James kreeg in totaal 88 punten.
Jeremy kreeg in totaal 178 punten, door het onderdeel 'Arresteer The Stig'.
Hammond kreeg in totaal 179 punten en pakte de overwinning met 1 punt voorsprong op Jeremy.
British Leyland did make some good cars after all challenge · Can Grannies do donuts? · Italian mid-engined supercars for less than a second-hand Mondeo challenge · Make a police car for a lot less money than the real police spend on their cars challenge · Top Gear vs The Germans · Where is the best driving road in the world? · White van man challenge · Winter Olympics · Winter Olympics Suzuki Swift Car Icehockey Cha · Winter Olympics Ski Slash Car Jumping Champio